# Valérie Clo
Valérie Clo est une écrivaine française.

## Biographie
Née en 1970 en région parisienne, elle a grandi dans le Midi avant de faire des études scientifiques et de communication. De 2004 à 2019, Elle fut la compagne de l'acteur Jean-François Garreaud.

## Œuvre
- Papa bis, Pétrelle, 2000 ; Points-Seuil, 2003
- Encore un peu de patience, Pétrelle, 2002 ; J'ai lu, 2004
- Amours et Cha-cha-cha, Calmann-Lévy, 2004
- Plein Soleil, Buchet-Chastel, 2011
- Les Gosses, Buchet-Chastel, 2013
- La Tyrannie des apparences, Buchet-Chastel, 2015
- Une vie et des poussières, Buchet-Chastel, 2020[2]
- Gaïa, Buchet-Chastel, 2022[3]
- Aziza, Buchet-Chastel, 2025